# Clube Náutico da Ilha de Luanda

Estandarte do Clube Náutico da Ilha de Luanda (CNIL)

O Clube Náutico da Ilha de Luanda (CNIL) é um clube desportivo da capital de Angola, Luanda.
O clube foi fundado em Luanda a 28 de fevereiro de 1924 com o nome de Clube Desportivo Nun’Alvares, nome que manteve até 11 de abril de 1979, altura em que na sequência do despacho do Secretário Nacional do Conselho Superior de Educação Física e Desportos do estado angolano, que determinava, que os clubes com denominações relacionadas com o colonialismo, deveriam proceder à sua respectiva substituição, o clube teve que mudar de nome optando-se pela designação actual.
A natação, a pesca desportiva e recreativa, a vela, a canoagem, o remo e o kitesurf são os desportos principais oferecido para os membros do CNIL, que tem uma área descoberta, com capacidade até 130 embarcações de recreio, motas de água e embarcações motorizadas até 30 pés.O inicio das actividade foram agendadas com a marcação de entrevista para se interar sobre os precursores da fundação do clube e sobre o funcionamento do mesmo.
Segundo Malequeta (2013), o clube náutico era centro de excelência para a prática dos desportos náuticos, de todos os tipos, dada a sua extensa linha de costa, com zonas de mar aberto e águas extremamente abrigadas.
Desde a sua fundação é o clube náutico com mais títulos em Angola, até à data.. O actual presidente do clube é Horácio Ramiro de Pina 